# Crispatotrochus cornu
Crispatotrochus cornu är en korallart som först beskrevs av Henry Nottidge Moseley 1881.  Crispatotrochus cornu ingår i släktet Crispatotrochus och familjen Caryophylliidae. Inga underarter finns listade i Catalogue of Life.